# Armadillo pelut cridaner
L'armadillo pelut cridaner (Chaetophractus vellerosus) és una espècie d'armadillo de la subfamília dels eufractins. Viu a l'Argentina, Bolívia, Xile i el Paraguai. Habita els boscs secs tropicals o subtropicals, els matollars temperats, els matollars secs tropicals o subtropicals, les zones herboses temperades, les zones herboses baixes tropicals o subtropicals, els deserts càlids, els deserts temperats, les terres arables, les pastures i les plantacions. El nom de "cridaner" ve del seu costum de xisclar quan se sent amenaçat.